# Ridley Pearson
Ridley Pearson (Glen Cove, Nueva York, 13 de marzo de 1953) es un escritor estadounidense. Sus temáticas al escribir suelen ser suspense y thriller, pero recientemente ha comenzado a escribir novelas infantiles. 

## Biografía
Fue criado por sus padres, Robert y Betsy Pearson, en Riverside Connecticut junto con sus hermanos Bradley y Wendy. Asistió a la Escuela Pomfret, y luego a la Universidad de Kansas y a la Universidad Brown. Actualmente vive en Saint Louis, Misuri con su esposa Marcelle, y sus dos hijas, Paige y Storey.
Pearson toca el bajo y canta en la banda Rock Bottom Remainders, la cual está formada totalmente por escritores.

### Carrera literaria
Las novelas de Pearson para adultos incluyen Undercurrents (1988), The Angel Maker (1993), No Witnesses (1994), Chain of Evidence (1995), Beyond Recognition (1997), y The Body of David Hayes (2004). Pearson fue el primer estadounidense en recibir el premio Raymond Chandler-Fulbright Fellowship de la Universidad de Oxford en 1991. Varias de sus historias están situadas en los barrios que rodean Seattle, Washington, y suelen incluir a la policía del lugar, personificada en el detective Lou Boldt y en la psicóloga forense Daphne Mathews.
Luego de que su hija le preguntó cómo había conocido Peter Pan al Capitán Hook, Pearson se asoció con su amigo humorista Dave Barry para coescribir Peter and the Starcatchers, un libro previo para Peter Pan, el cual es publicado en Estados Unidos por Disney y por Walker Books en el Reino Unido.  Pearson y Barry han producido dos libros más de la misma serie: Peter and the Shadow Thieves y Peter and the Secret of Rundoon, y han anunciado un cuarto libro, que se titulará Peter and the Sword of Mercy. Pearson desde entonces ha sido contactado por Disney para escribir una novela dentro del parque temático Magic Kingdom en el Lago Buena Vista, en Florida. Titulado The Kingdom Keepers, se focaliza en personajes de Disney, que dejan pistas sobre secretos escondidas en el parque. También ha escrito una secuela por esa novela. 
Pearson es también el autor de The Diary of Ellen Rimbauer: My Life at Rose Red, adaptado en el cine como The Diary of Ellen Rimbauer (2003), y tres novelas de misterio protagonizadas por  Chris Klick, bajo los seudónimos de Joyce Reardon, Ph.D., y Wendell McCall, respectivamente.